# اج (کشتی‌گیر)
آدام جوزف کپلند معروف به اِدج (به انگلیسی: Edge) (متولد ۳۰ آوریل ۱۹۷۳ در انتاریو) بازیگر و ورزش‌کار کانادایی کشتی حرفه‌ای در کمپانی دبلیودبلیوئی است و در اکتبر ۲۰۲۳ به کمپانی AEW  پیوست.ادج از نظر مجموع عناوین قهرمانی و جوایز پر افتخارترین کشتی گیر تاریج WWE است.
او در حال حاضر قهرمان کمربند TNT کمپانی AEW است.
وی فعالیت ورزشی خود در کشتی حرفه‌ای را از سال ۱۹۹۲ میلادی آغاز کرد. او یا کریستین از دوران نوجوانی دوست است و با هم یک تیم تگ مشهور و موفق تشکیل دادند. او در سال ۲۰۱۲ به تالار شهرت دبلیو دبلیو ای پیوست.
وی در سال ۲۰۰۰ یک نقش فرعی و کوتاه (تک‌جلوه) در فیلم کوه نشین: پایان بازی ایفا کرد"
از جمله افتخارات او می‌توان به پیروزی در رویال رامبل ۲۰۱۰ و ۲۰۲۱ و ۱۱بار قهرمانی جهانی اشاره کرد.
ادج در سال ۲۰۱۱ به علت مصدومیت از ناحیه گردن بازنشسته شد اما پس از ۹ سال زمانی که هیچ‌کس فکر بازگشتش را نمی‌کرد در رویال رامبل سال ۲۰۲۰ به رینگ برگشت و تماشاگران را به شدت هیجان‌زده کرد. او توانست رندی اورتن، ای جی استایلز و ست رالینز را از رینگ بیرون کند اما توسط رومن رینز به بیرون رینگ انداخته شد. در راو شب بعد رویال رامبل، رندی اورتن به او حمله کرد و او را مصدوم کرد. وی دلیل حملهٔ خود را این چنین به همسرش بیان کرد که ادج پیر شده و هنوز فکر می‌کند که همان جوان گذشته‌است. من با این کار او را از خطرات رسلینگ دور کردم. او دیگر هیچ‌گاه برنمیگردد. سپس ار کی او به همسرش زد و رفت.
رندی اورتون پس از این حرکت به چهره هیل (منفور) تبدیل شد.
و او در هفته بعد یعنی در شو ماندی نایت راو برگشت و میکروفون را از دست ام و پی گرفت و رندی اورتن را به رینگ فراخواند سپس ام وی پی به همسر ادج یعنی بث فینیکس توهین کرد و یک اسپیر از ادج دریافت کرد و سپس رندی به رینگ آمد و رندی فینیشر خود یعنی آرکی او را از ادج دریافت کرد و ادج می‌خواست همان کاری را کند که اورتن با او کرده بود یعنی خانه نشین کردن اورتن او دومین صندلی را برداشت و وارد رینگ شد که ناگهان اورتن پا به فرار گذاشت؛ و در رویداد بکلش دوباره با رندی اورتون مسابقه داد و در یک مسابقه هیجانی اورتون پیروز میدان شد و ادج از ناحیه سه سر ران پا دچار مصدومیت شد و به همین دلیل باید عمل کند و ۷ تا ۸ ماه از رینگ دور باشد
هم‌اکنون او یک قرارداد ۳ ساله با کمپانی wwe نوشته‌است و با مصدومیت به سر می‌کند.بعد از مصدومیت او در رویال رامبل۲۰۲۱شرکت میکند.حضور او در شو راو اعلام شد.او توانست برنده رویال رامبل۲۰۲۱شود. او در شو اسمکداون ۱۹ فوریه یک اسپیر از رومن رینز دریافت کرد و در پی پرویوی الیمینیشن چمبر ۲۰۲۱ او با حمله به رومن رینز، جواب اسپیر رومن رینز رو داد تا حریف خودش را در رسلمنیا انتخاب کند و مسابقه ادج مقابل رومن رینز سر کمربند یونیورسال در رسلمنیا به ثبت رسید.
اما پس از ان دنیل برایان درشو اسمکدان های قبل رسلمنیا ۳۷ وارد درگیری ادج و رومن شد و خود را به عنوان نفر سوم این مسابقه در رسلمنیا معرفی کرد و مسابقه تریپل ترد سر کمربند یونیورسال در رسلمنیا ۳۷ به ثبت رسید.
در ان مسابقه رومن رینز با ضربه سنگین صندلی بر روی سر ادج پیروز مسابقه شد ( ادج و دنیل را باهم پین کرد).بعد از چندین ماه ادج به طور ناگهانی در شو اسمکداون برگشت و به رومن رینز حمله کرد تا مسابقه اول آنها در مانی این دبنک ۲۰۲۱ سر کمربند یونیورسال ثبت شود و ادج آن مسابقه را باخت، سپس در سامراسلم ۲۰۲۱ مسابقه ادج در مقابل سث رالینز به ثبت رسید که در یک مسابقه جذاب ادج آن را برد. سث رالینز ادج را برای شو سوپراسمکداون چلنج کرد و در آن مسابقه رالینز با یک کورت استامپ پیروز شد و ادج آن را در مسابقه ای هیل ان سیل (قفس) در رویداد کرون جول عربستان چلنج کرد که ادج آن مسابقه جذاب را برد.
بعد از مدت ها ادج به شو راو برگشت و یک چلنجر برای رسلمنیا ۳۸ خواست که در هفته بعدی ای جی استایلز وارد شد و چلنج ادج را قبول کرد و هردو با هم درگیر شدند که ادج سر ای جی استایلز را در یک صندلی گذاشت و با یک صندلی دیگر به سر آن ضربه زد و ادج به چهره ای هیل تبدیل شد و حتی تم ورود او هم عوض شد. در رسلمنیا ۳۸ ادج با دخالت دیمین پریست ای جی استایلز را برد و سپس ای جی استایلز ادج را در رسلمنیا بکلش چلنج کرد و ادج باز هم با کمک ریا ریپلی آن مسابقه را برد و ادج، دیمین پریست و ریا ریپلی یک تیم به نام جاجمنت دی تشکیل دادند. در پرمیوم لایو اونت هیل ان سیل جاجمنت دی در مقابل فین بالور، ای جی استایلز و لیو مورگان قرار گرفت که پیروز شدند. در شب بعد از هیل ان سیل و شو راو، ادج عضو جدید جاجمنت دی رو معرفی کرد و فین بالور وارد شد، فین، دیمین و ریا ریپلی به ادج خیانت کردند و ادج نزدیک به ۲ ماه از رینگ مسابقات دور بود و در سامراسلم ۲۰۲۲ بازگشت شکوهمندی داشت و به فین بالور و دیمین پریست دو اسپیر سنگین زد و باعث پیروزی د مستریوز شد.

## دوران کودکی
آدام جوزف کپلند در ۳۰ اکتبر ۱۹۷۳، در روستای اورنجویل ، انتاریو (۵۰ مایلی شمال غربی تورنتو) زاده شد. او پسر جودی لین کوپلند (۲ ژانویه ۱۹۵۳–۲۷ نوامبر ۲۰۱۸) یک مادر تنها که برای تأمین هزینه پسرش دو کار داشت است. کپلند گفته‌است که او هرگز با پدرش ملاقات نکرده و حتی هرگز تصویری از او ندیده‌است. او از جوانی به کشتی حرفه ای علاقه‌مند شد؛ کشتی گیران مورد علاقه او شامل: مستر پرفکت، رندی سوج، هالک هوگان، ریکی استیمبوت، شاون مایکل و برت هارت بودند. او در ۱۰ سالگی با کریستین کشتی‌گیر آینده در اورنجویل دیدار کرد و آنها به Maple Leaf Gardens در تورنتو سفر می‌کردند و کشتی گیران مورد علاقه خود را تماشا می‌کردند. کپلند به عنوان یک نوجوان ۱۶ ساله در رسلمنیا ۶ حضور یافت و به تشویق هالک هوگان، قهرمان سنگین‌وزن WWF جهانی را در برابر آلتیمت واریر پرداخت. او این نبرد را دلیل ورود به کشتی می‌داند. او در ۱۷ سالگی آرزوهای کشتی خود را برای کمک به پرداخت مخارج کنار گذاشت و بعد از ان او کارهای بی شماری داشت و بعد از فارغ تحصیل شدن در دانشگاه هامبر در رشته رادیو دوباره به تمرین برای کشتی پرداخت.

## دوران حرفه ای
ابتدای کار
در ابتدا کپلند سه روز هفته را تمرین می‌کرد. رینگ تمرین مدرسه اش یک رینگ بوکس ۱۲ در ۱۴ فوتی با کف سخت‌تر از رینگ کشتی معمولی بود. ارتفاع کم سقف و لوله‌های بدون حفاظ ان از انجام حرکت از بالاترین طناب جلوگیری می‌کرد. کپلند بعداً مجبور به حفاری و بهبود تشک کشتی خود شد. همکلاسی‌های او در ان زمان راب اچ وریا، جو ادوارد افسانه ای و سویینگر بودند.
کپلند کشتی گرفتن حرفه ای خود را در روز کانادا سال ۱۹۹۲ در ایونت واقع در ورزشگاه پارک مونارشی در تورنتو آغاز کرد. او در طول دهه ۱۹۹۰ در انتاریو و منطقه دریاچه بزرگ ایالات متحده آمریکا با نام رینگی، سکستون هاردکسل (خادم قلعه سخت) به‌طور مستقل کشتی می‌گرفت. او به همراه جو ادوارد افسانه ای عضو تگ تیم سکس و خشونت شد. او در میانه دهه ۱۹۹۰ با عنوان آدام ایمپکت (ضربه آدام) برای تبلغیات شهر ویپنگ تونی کندلو کشتی می‌گرفت. در سال ۱۹۹۷ تیم سکس و خشونت با عضویت کشتی گیرانی مانند کریستین کیج، زک وایلد، بیل اسکالیون و رینو ریچاردز به تیمی بزرگتر به نام زندگی اوباش شد. در طول این دوره مستقل او دو بار قهرمان MWCW Tag Team Championship و دو بار قهرمان CW Street Fight Tag Team Championship شد.
دوتای قلعه سخت (Hardcastle) و قفس (cage) قبل از تغییر نام به جوخه بلوندها (The Blondes Suicide) به عنوان ضربه سخت (Hard Impact) شناخته می‌شدند. آن‌ها همچنین در ژاپن به نام راکرهای کانادایی شناخته می‌شدند. کپلند همچنین در فوریه ۱۹۹۶ در زمانی کوتاه در یکی از قسمت‌های WCW Pro با عنوان دیمون استریکر در برابر منگ کشتی گرفت.
افتخارات:
- ۴ بار قهرمانی کمربند دبلیودبلیوئی
- ۷ بار قهرمانی کمربند سنگین‌ وزن جهان دبلیودبلیوئی
- ۲ بار برنده مسابقه ۳۰ نقره رویال رامبل (۲۰۱۰ - ۲۰۲۱)
- ۵ بار قهرمانی کمربند بین قاره‌ای دبلیودبلیوئی
- برنده مسابقه نردبان دبلیودبلیوئی مانی این د بنک در سال ۲۰۰۵
- ۱۲ بار قهرمانی کمربند تگ تیم جهان: ۷ بار با کریستین - ۲ بار با کریس بنوا - با رندی اورتن و هالک هوگان و کریس جریکو هر کدام ۱ بار
- ۲ بار قهرمانی کمربند تگ تیم WWE: یکبار با ری میستریو - یکبار با کریس جریکو
- ۱ بار قهرمانی کمربند WCW United States

## فیلم شناسی
| فیلم | فیلم                 | فیلم        | فیلم       |
| سال  | عنوان                | نقش         | یادداشت    |
| ---- | -------------------- | ----------- | ---------- |
| ۱۹۹۹ | فرا تر از تشک        | Himself     | Uncredited |
| ۲۰۰۰ | کوه‌نشین: بازی پایانی | Lachlan     |            |
| ۲۰۱۲ | پیچوندن قوانین       | Nick Blades |            |
| ۲۰۱۵ | شانس گنگ             | Cameron     | فیلم کوتاه |
| ۲۰۱۶ | بازجویی (فیلم ۲۰۱۶)  | Lucas Nolan |            |
| ۲۰۲۰ | پرواز پول            | Jack Reese  |            |

| تلویزیون  | تلویزیون                | تلویزیون                    | تلویزیون                                              |
| سال       | عنوان                   | نقش                         | یادداشت                                               |
| --------- | ----------------------- | --------------------------- | ----------------------------------------------------- |
| ۲۰۰۲      | ضعیف ترین پیوند         | Edge                        | 1 episode                                             |
| ۲۰۰۴      | وزارت ضرب وشتم          | Edge                        | 1 episode                                             |
| ۲۰۰۶      | ذهن منشیا               | Edge                        | Season 2, episode 13: "Royal Religious Rumble"        |
| ۲۰۰۷      | قبوله یا نه             | Edge                        | 1 episode                                             |
| ۲۰۰۷      | تلویزیون دیوانه         | Cornell Overstreet / Edge   | 1 episode                                             |
| ۲۰۱۱      | جایگاه مقدس             | Thelo                       | 2 episodes                                            |
| ۲۰۱۱–۲۰۱۵ | پناهگاه                 | Dwight Hendrickson          | Recurring role, 42 episodes                           |
| ۲۰۱۳      | معدن روح                | Himself                     | Host - 1 episode                                      |
| ۲۰۱۵      | فلش                     | Al Rothstein / Atom Smasher | Season 2, episode 1: "The Man Who Saved Central City" |
| ۲۰۱۶      | کانادا می خواند         | Himself                     | 4 episodes                                            |
| ۲۰۱۶      | کارآگاهان خصوصی         | Ben Fisk                    | Season 1, episode 8: "I Do, I Do"                     |
| ۲۰۱۶      | Bookaboo                | Himself                     | 2 episodes                                            |
| ۲۰۱۷–۲۰۲۰ | وایکینگ‌ها               | Kjetill Flatnose            | Recurring role, 25 episodes                           |
| ۲۰۲۰      | پارک پسران              | Sledge (voice)              | Season 2, episode 5: "Clint Eatswood"                 |
| ۲۰۲۴      | پرسی جکسون و المپ‌نشینان | Ares                        | Recurring role, upcoming series                       |

| نماهنگ | نماهنگ    | نماهنگ           | نماهنگ             |
| سال    | ترانه     | هنرمند           | نقش                |
| ------ | --------- | ---------------- | ------------------ |
| ۲۰۱۴   | "Destroy" | In-Flight Safety | Dwight Hendrickson |

| جوایز و نامزدها | جوایز و نامزدها     | جوایز و نامزدها                    | جوایز و نامزدها | جوایز و نامزدها |
| سال             | جایزه               | دسته بندی                          | بررسی           | نتیجه           |
| --------------- | ------------------- | ---------------------------------- | --------------- | --------------- |
| ۲۰۱۵            | Golden Maple Awards | بهترین بازیگر مرد سال ایالات متحده | Haven           | نامزدشده        |